# Герхард IV фон Ринек
Герхард IV фон Ринек на немски: Gerhard IV von Rieneck; * ок. 1230, † 26 април 1295) е граф на Ринек.
Той е син на граф Лудвиг II фон Ринек, бургграф на Майнц († 1243) и съпругата му Аделхайд фон Хенеберг († сл. 1253), дъщеря на граф Попо XIII фон Хенеберг († 1245) и Елизабет фон Вилдберг († 1220). Брат е на Лудвиг III (VI) († 1 май 1291).

## Фамилия
Герхард се жени за Аделхайд фон Хоенлое-Браунек († сл. 1326), дъщеря на Хайнрих I фон Хоенлое-Браунек-Нойхауз († 1267). Те имат децата:
- Лудвиг VII († 1330), граф на Ринек, женен I. за Изелгардис, II. на 5 април 1317 г. за Елизабет фон Хоенлое-Уфенхайм-Ентзе († ок. 1344)
- Хайнрих II († 1343), граф на Ринек, женен за Аделхайд фон Цигенхайн († 1322)
- Йоханес († сл. 1312)
- Анна († 27 август 1306), омъжена за Йохан I фон Ербах (ок. 1275 – 1296)
- дъщеря († сл. 1291)
- Юта († сл. 1312)
- Аделхайд (* ок. 1265; † 1299/сл. 1320), омъжена за маркграф Хесо фон Баден († 1297)
- Попо († 7 октомври 1288]